# Saint-Geniez
Saint-Geniez ist eine französische Gemeinde mit 107 Einwohnern (Stand 1. Januar 2022) im Département Alpes-de-Haute-Provence in der Region Provence-Alpes-Côte d’Azur. Sie gehört zum Kanton Sisteron im Arrondissement Forcalquier.
Der Ort liegt am Flüsschen Riou de Jabron. Die angrenzenden Gemeinden sind Valavoire im Nordosten, Authon im Osten, Le Castellard-Mélan im Südosten, Entrepierres im Süden, Valernes im Westen und Châteaufort im Nordwesten.

## Bevölkerungsentwicklung
| Jahr      | 1962 | 1968 | 1975 | 1982 | 1990 | 1999 | 2008 | 2012 |
| --------- | ---- | ---- | ---- | ---- | ---- | ---- | ---- | ---- |
| Einwohner | 74   | 67   | 51   | 59   | 55   | 90   | 96   | 89   |

## Sehenswürdigkeiten
- Kapelle Notre-Dame de Dromon, Monument historique
- Kirche Saint-Genes, Monument historique
- Gallorömische Inschrift des Claudius Postumus Dardanus, Monument historique

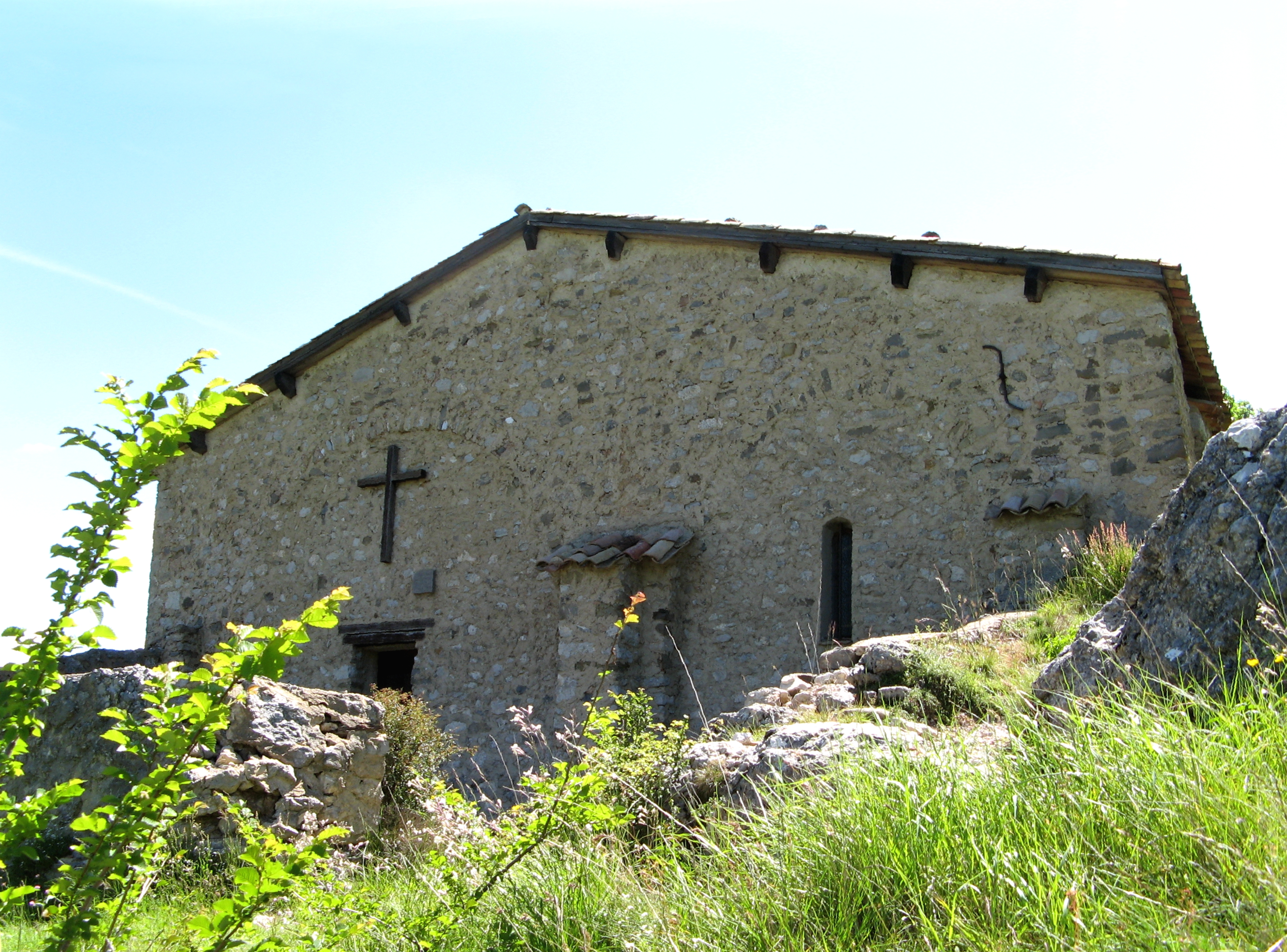
Kapelle Notre-Dame de Dromon